# Saison AFL 1969
La saison AFL 1969 est la 10e saison de l'American Football League (football américain). Elle voit le sacre des Kansas City Chiefs.

## Classement général
| Conférence Est  |      |      |      |        |          |            |
| Franchise       | Vic. | Déf. | Nuls | % vic. | Pts pour | Pts contre |
| New York Jets   | 10   | 4    | 0    | .714   | 353      | 269        |
| Houston Oilers  | 6    | 6    | 2    | .500   | 278      | 279        |
| Boston Patriots | 4    | 10   | 0    | .286   | 266      | 316        |
| Buffalo Bills   | 4    | 10   | 0    | .286   | 230      | 359        |
| Miami Dolphins  | 3    | 10   | 1    | .231   | 233      | 332        |

| Conférence Ouest   |      |      |      |        |          |            |
| Franchise          | Vic. | Déf. | Nuls | % vic. | Pts pour | Pts contre |
| Oakland Raiders    | 12   | 1    | 1    | .923   | 377      | 242        |
| Kansas City Chiefs | 11   | 3    | 0    | .786   | 359      | 177        |
| San Diego Chargers | 8    | 6    | 0    | .571   | 288      | 276        |
| Denver Broncos     | 5    | 8    | 1    | .385   | 297      | 344        |
| Cincinnati Bengals | 4    | 9    | 1    | .308   | 280      | 367        |

## Play-offs
Les équipes évoluant à domicile sont nommées en premier. Les vainqueurs sont en gras.
- Premier tour :
  - 20 décembre 1969 : New York 6-13 Kansas City, devant 62 977 spectateurs
  - 21 décembre 1969 : Oakland 56-7 Houston, devant 53 539 spectateurs
- Finale AFL :
  - 4 janvier 1970 : Oakland 7-17 Kansas City, devant 53 564 spectateurs